# Ulstr (tkanina)

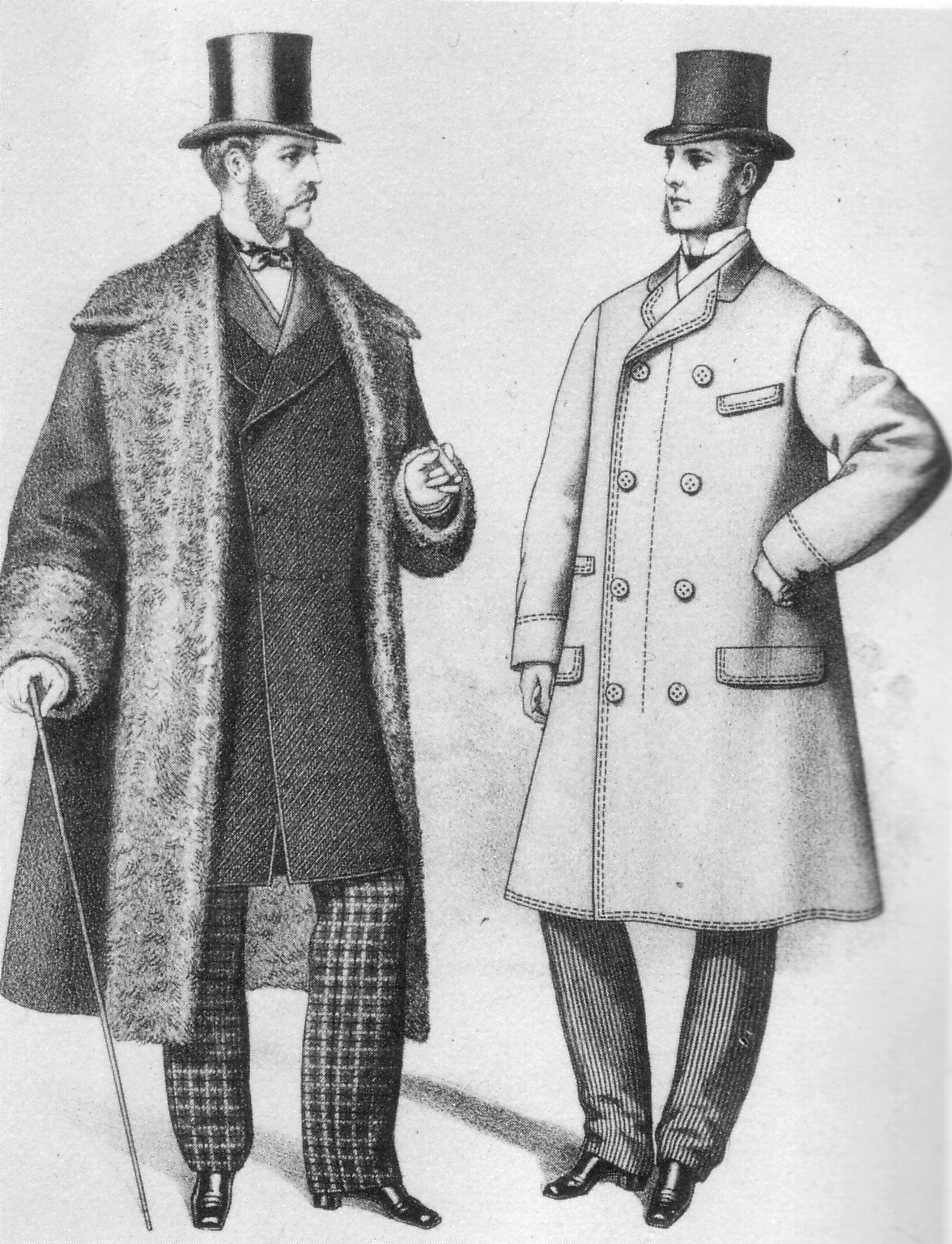
Ulstr z roku 1872

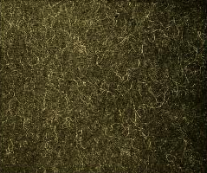
Vzorek těžkého ulstru (asi z roku 1914)

Ulstr je těžká tkanina z hrubé příze, pojmenovaná podle irské provincie Ulster. 
Vyrábí se jako jednoduchá nebo dvojitá tkanina ve vazbě plátnové, keprové, panamové nebo se vzorem rybí kostry. Na dvojité tkanině je lícní strana obvykle jednobarevně melírovaná a na rubní straně je natkaná podšívka, většinou s kostkovaným vzorem. Dražší zboží se vyrábí z mykané vlny, levnější tkaniny jsou z trhané vlny nebo i z jiných trhaných materiálů.
Např. vzorek na dolním snímku je ze směsi  kříženecké vlny a  trhané vlny (60/40 %). Tkanina v atlasové vazbě je intenzivně počesaná, hmotnost 1085 g/m²
Úprava tkaniny se provádí dvojím způsobem:
- Tkaniny se sportovním vzorováním se valchují, postřihují a lisují, takže na nich vzniká hladký povrch.

- Jednobarevně melírované textilie se po valchování na povrchu počesávají a postřihují, takže dostávají velurový vzhled.

Použití: kabáty, saka, kostýmy 
V období cca 1830–1880 byly s označením ulstr v módě těžké zimní kabáty. V roce 2025 se nabízí ulstr v metráži s použitím na nábytkové potahy a závěsy (ze střížní vlny, pevnost v oděru 50 000 martindale, cena 85 €/bm)
Ulster Weavers je výrobce lněných tkanin se sídlem v irském Belfastu od roku 1880. Firma se specializuje od 60. let 20. století na kuchyňské textilie a je na světě největším producentem potištěných lněných utěrek. 